# Joan Pujal Areny
Joan Pujal Areny és un polític i empresari andorrà. Ha estat Conseller general entre els anys 1992 i 1993 i segon Cònsol Major de Sant Julià de Lòria des de l'aprovació de la Constitució d'Andorra entre els anys 1999 i 2003, així com també Conseller del Comú de Sant Julià de Lòria durant el mateix temps.
Pujal va ser elegit conseller general a les eleccions al Consell General d'Andorra de 1992, la darrera legislatura del Consell General d'Andorra abans de l'aprovació en referèndum de la constitució andorrana, última legislatura sense partits polítics i de curta durada: entre l'abril del 1992 i el desembre del 1993. Va ser escollit segon Cònsol Major de Sant Julià de Lòria de l'etapa consitucional després de les eleccions comunals de 1999 per majoria total, ja que la formació Unió Laurediana (UL), de la qual era cap de llista, va obtindre els 12 consellers comunals en ser l'única llista que es presentà a les eleccions. Joan Pujal deixà el càrrec l'any 2003 en no presentar-se a la reelecció i fou substituït per en Josep Pintat Forné, del mateix partit polític.